# 谷津遊園

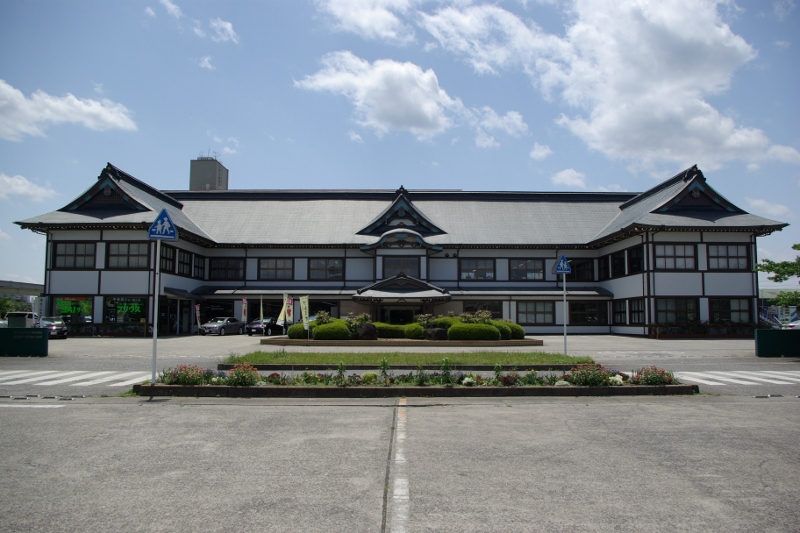
谷津遊園の「楽天府」
旧日本勧業銀行本店を移築したもの。戦前に千葉市へ移築し、千葉市役所を経て、現在の千葉トヨペット本店。

谷津遊園（やつゆうえん）は、千葉県習志野市谷津にかつて存在した遊園地。京成電鉄が直営で運営していた。1982年（昭和57年）12月21日に閉園。施設内のバラ園が、習志野市営の谷津バラ園として現存する。

## 沿革

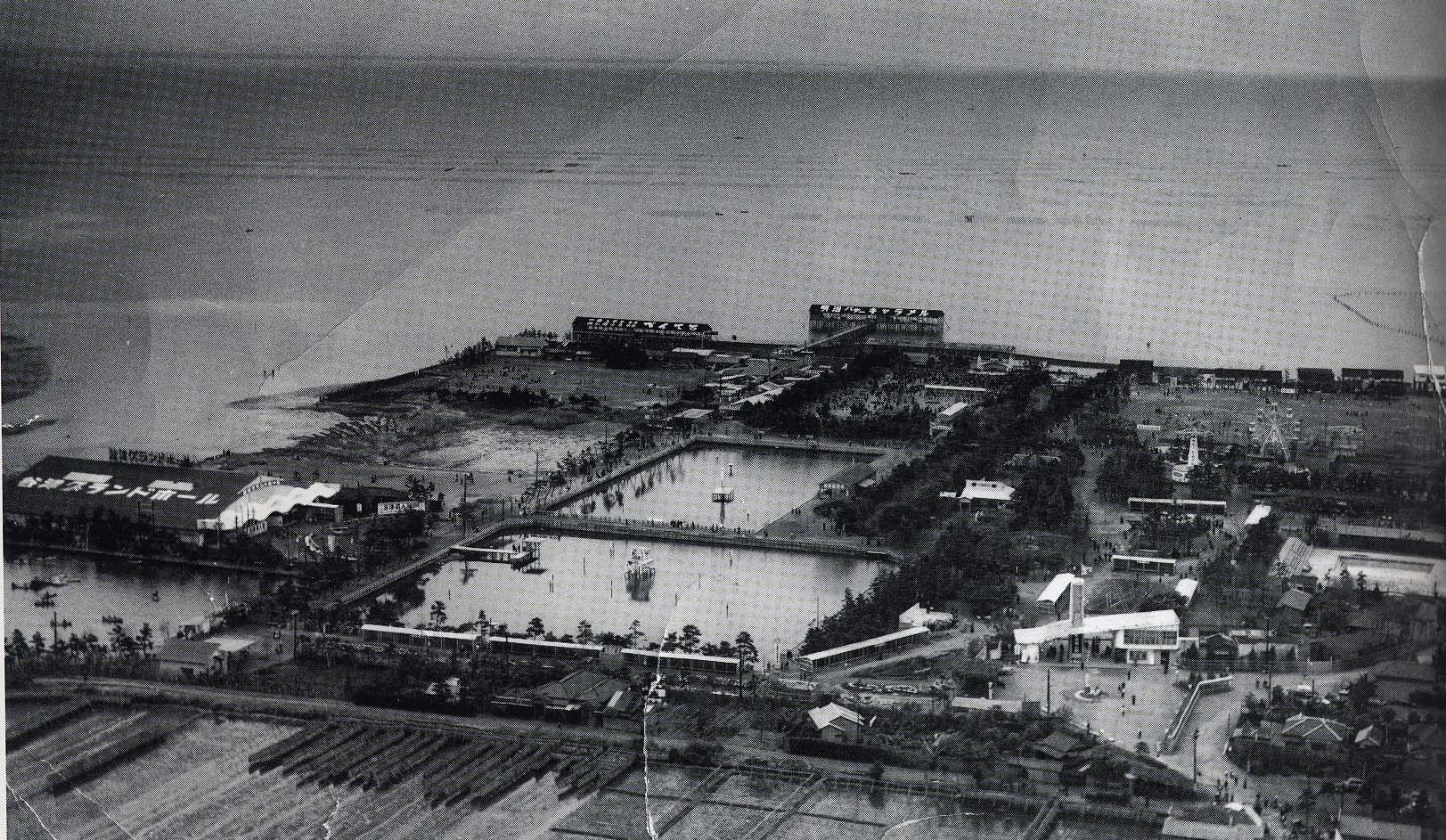
1954年に撮影された当時の谷津遊園の様子。この年の8月1日に入園者数2万3000人、収入126万円を上げた。

大正時代に塩田地として使われていた海岸地帯が、国の塩業試験場などに転用された後、この一帯を埋め立てて娯楽施設に再転用し、1925年（大正14年）に京成遊園地として開業した。その後に谷津遊園と改称されているが、戦時中は遊の字を取って一時的に谷津園と改称されている。また、1931年（昭和6年）から1936年（昭和11年）にかけては、阪東妻三郎によって阪東関東撮影所が開設されていた。
1960年代後半に南側前面の東京湾が埋め立てられる前までは、近隣の船橋ヘルスセンターとともに潮干狩り・海水浴のできる海辺の遊園地として人気があった。プールもあったことから、夏季には多くの海水浴客を集めた。当時の海岸（干潟）の一部が谷津干潟として残されている。しかし母体の京成電鉄自身の経営が当時悪化したことと、東京ディズニーランドへの経営参画計画により、黒字経営であったものの1982年（昭和57年）12月21日をもって閉園した。実質的には発展的解消と言え、閉園時の従業員のうち、多くは東京ディズニーランドに移籍している。
園内の遊具は主に加森観光系列の北海道の遊園地へ売却され、日本国内初のコークスクリューを含む2機のローラーコースターを含む23機種の大型機材や小型乗り物は北海道のルスツ高原カントリーランドへ移設されたほか、一部は札幌市の「ザ・おもしろランド」（稲積公園駅近くに所在。1983年から数年間営業）にも移設された。シンボル的存在であった観覧車は数年間放置されたが解体され廃棄された。跡地の多くは、日本住宅公団（現・都市再生機構）の団地「谷津パークタウン」が建設され、残りは習志野市が買収し「谷津公園」となった。また、バラ園については閉鎖を惜しむ声が上がったことから、1988年（昭和63年）から谷津公園の一部に「谷津バラ園」として再オープンし、現在も市が運営している。谷津遊園の閉園後、京成電鉄の遊園地事業は三井不動産と共同出資しているオリエンタルランドが引き続いでおり、バラ園の管理運営など園芸・造園事業は、千葉県八千代市内で京成バラ園を運営する子会社の京成バラ園芸が引き継いでいる。
谷津バラ園入口の脇には「読売巨人軍発祥の地」の碑が残る。1934年（昭和9年）に来日したアメリカ選抜チームと対抗するため結成された、東京六大学出身者を中心とした全日本チームがここで練習し、そのチームがのちの東京巨人軍（現・読売ジャイアンツ）になった経緯からである。なお、京成電鉄は、東京巨人軍の運営会社であった大日本東京野球倶楽部の筆頭株主でもあった。2022年（令和4年）8月、この記念碑が日本野球機構（NPB）などが認定する「日本野球聖地・名所150選」に選定された。

## 施設

### 戦前
- 楽天府
  - 旧日本勧業銀行本店を移築したもの。1939年（昭和14年）に千葉市に移築して千葉市役所となり、戦後の1963年（昭和38年）からは千葉市美浜区稲毛海岸の千葉トヨペット本店として現存。
- 阪妻プロダクション撮影所
- 海水浴場・潮干狩り施設（1960代後半まで）
- 野球場

### 戦後
- バラ園

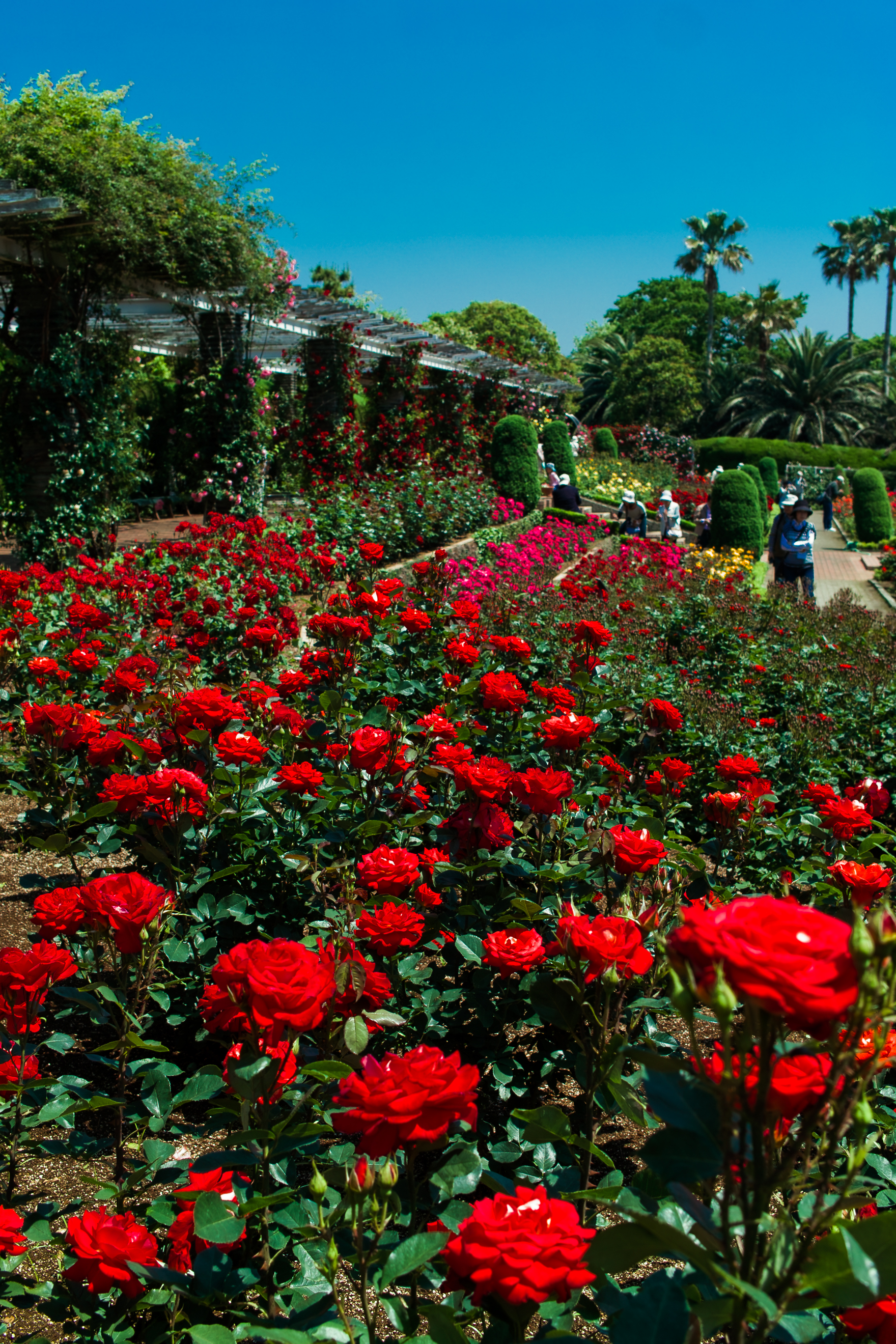
バラ園の様子（谷津バラ園）

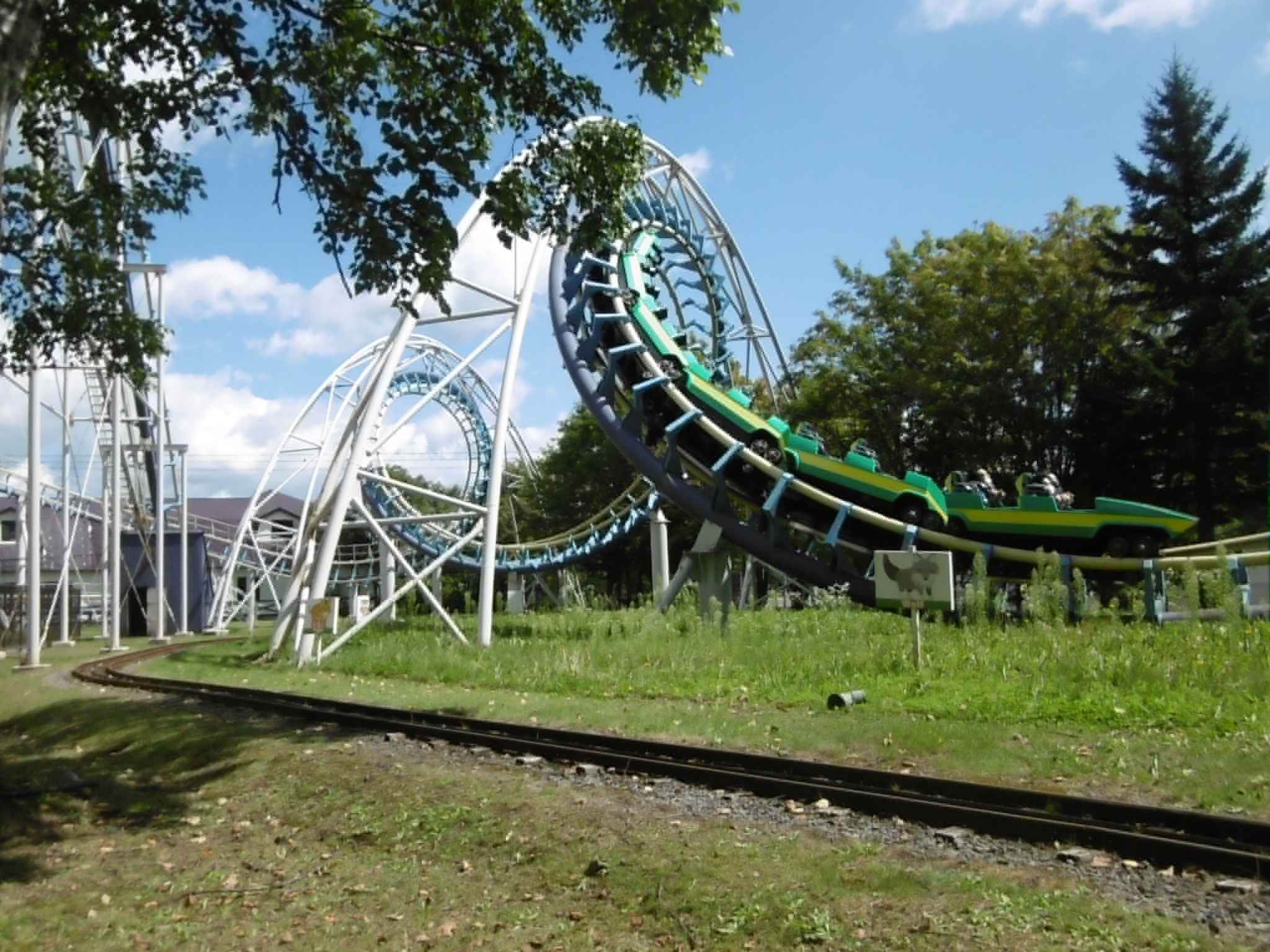
rightルスツリゾートへ移設されたコークスクリュー（2021年）

  - 1957年（昭和32年）開設。当時は東洋一の規模と呼ばれたが、後年京葉道路がバラ園の用地を通過する事となったため、野球場を閉鎖した上で移設した。
  - 谷津遊園閉園後も、習志野市営の谷津バラ園として存続している[5]。
- VONA（ボナ）実験線
  - 日本車輌製造の新交通システム、1972年[6]3月1日導入[7]。千葉県佐倉市のユーカリが丘ニュータウンのユーカリが丘線、2006年に廃線となった桃花台ニュータウンの桃花台新交通で実用化された。
- 京成1600形「開運号」展示保存
- 航空機展示（L-1649 スターライナー）
  - 日本で解体され、新潟県三条市でレストランとして再利用されていたプロペラ機・ロッキードL-1649 スターライナー（登録番号N1102）が、1979年に谷津遊園へ移設されたが、閉園の際にスクラップ処分された[8]。
- コークスクリュー
  - 全長382.5m、最高地点21.3m、最高時速63km、最大傾斜角42.5度、6両編成24人乗り[9]。アロー製[10]。日本で初めて宙返り回転を取り入れたローラーコースターとして[9]、遊戯施設では初めて建築基準法の大臣認定を受けた上で設置された[11]。
  - 閉園後は北海道のルスツリゾートに移設[12]。
- アサヒ海上コースター[13] - 1958年完成[14]、朝日新聞社の協賛による完成当時日本最長の全長600mのローラーコースター。1979年にサーフジェットへ改築。
- サーフジェット -　海上コースターを拡張したローラーコースター。閉園後はルスツリゾートに移設[12]、「マウンテンジェットコースター」として使用。
- コースター
- 大観覧車
- プール：冬期は釣り堀、アイススケートリンク
- ビーチハウス
- 動物園
- こども動物園
- スポーツランド
- 運動会場
- 豆電車
- ゴーカート
- ビックリハウス
- ミラーハウス
- タイムマシン
- 遊覧ヘリコプター
- 菊人形展：ＮＨＫ大河ドラマをテーマにした展示など

## 最寄駅の変遷
- 1927年：京成本線上の最寄り駅であった谷津海岸駅（現・谷津駅）からは直通する道路がなく、花輪駅（現・船橋競馬場駅）から谷津遊園地駅までの谷津支線を開業させて行楽客輸送を行った。
- 1934年：直通道路が開設されたことなどにより、谷津支線および谷津遊園地駅を廃止。
- 1936年：谷津海岸駅を「谷津遊園駅」に改称。
- 1939年：戦時下のため、谷津海岸駅に再び改称。
- 1948年：終戦により谷津遊園駅に駅名を戻す。
- 1984年：谷津遊園閉園により谷津駅に改称。
- 1985年：この年のダイヤ改正で特急が通過となる。
- 2002年：この年のダイヤ改正で急行が廃止、新たに設定された快速も通過となったため、普通列車のみ停車する駅となる。

近接する船橋ヘルスセンターとの間に九十九里鉄道の車両・施設を移設して遊覧鉄道を敷設する計画があったが、千葉県道8号船橋我孫子線を立体交差する必要や、船橋競馬場の敷地通過反対などの問題から、実現には至らなかった（廃止後はそのために車両がしばらく東金駅に残されていた）。

## 「谷津遊園」を冠する主なもの
- 「Ya-tsu-yuu-en（やつゆうえん）」という曲のインディーズCDが2003年に制作され、ららぽーとTOKYO-BAYや島村楽器津田沼パルコ店など、地元楽器店への委託販売形式で発売されたことがある。少年時代の谷津遊園の想い出を歌った歌詞で、作詞・作曲・演奏は、千葉県市川市在住のミュージシャンであるDR･T土田吉伸（ディーアールティーつちだよしのぶ）[15][16]。
- 近隣には「谷津遊園ハイツ」「谷津遊園コーポラス」など、谷津遊園の名称を冠したマンションなどが残っている。
- 谷津駅前商店街の愛称は「谷津遊路（やつゆうろ）商店街」となっている[17]。